# Рштуник
Рештуни́к (встречается Рштуник) — первый гавар провинции Васпуракан Великой Армении. Находится восточнее от гавара Андзевацик. Основателем гавара считается княжеский род Рштуни.  

## География
Располагался на южном берегу озера Ван и включал в себя в том числе и сам Ван с острова Ахтамар, Артер, Ктуц, Лим и др. Граничил на юге с провинцией Мокк, на западе с гаваром Ереварк провинции Туруберан. 
В области находился укреплённый город Манакерт.

## История
Предполагается, что имя Рштуник является одной из армянских форм Урарту (Урашту). До 8-го века принадлежал домам правительства Рштуни, а в IX веке отходит Арцрунидам. Исторические места Рштуника заслуживают внимания поселок Востан, Нарекский монастырь, Ахтамар, крепость Манаретт.

## Внешние ссылки
- К ГЛАВЕ 44